# Близнакът
„Близнакът“ (на френски: Le jumeau) е френски филм от 1984 година, комедия на режисьора Ив Робер.

## Сюжет
Финансово затрудненият бизнесмен Матиас Дювал се запознава с две красиви сестри близначки. На Бети и Лиз предстои да наследят цяло състояние. Но условието в завещанието е, че те ще получат наследството само ако се омъжат. Дювал се опитва да реши проблема, като се преструва, че също е близнак. Той изобретява свой брат близнак и за да накара всички да повярват, че има втори човек, той създава въображаем характер на брат си много по-различен от неговия. Но това води до непредвидени усложнения...

## В ролите
| Изпълнител      | Роля                       |
| --------------- | -------------------------- |
| Пиер Ришар      | Матиас Дювал / Матьо Дювал |
| Камила Мор      | Бети                       |
| Кери Мор        | Лиз                        |
| Жан-Пиер Калфон | адвокат Ърнест Волпинекс   |
| Андреа Фереол   | Еви                        |